# Take It to the Limit (Willie Nelson e Waylon Jennings)
Take It to the Limit è il quarantacinquesimo album di Waylon Jennings ed il terzo realizzato assieme a Willie Nelson. Il disco fu pubblicato nell'aprile del 1983 dalla Columbia Records e prodotto da Chips Momam.

## Tracce
Lato A
1. No Love at All – 2:40 (Johnny Christopher, Wayne Carson Thompson)
2. Why Do I Have to Choose – 3:08 (Willie Nelson)
3. Why Baby Why – 2:37 (Darrell Edwards, George Jones, Leon Payne)
4. We Had It All – 3:02 (Donnie Fritts, Troy Seals)
5. Take It to the Limit – 3:47 (Glenn Frey, Don Henley, Randy Meisner)

Lato B
1. Homeward Bound – 3:24 (Paul Simon)
2. Black Jack Country Chains – 2:57 (Red Lane)
3. Till I Gain Control Again – 4:53 (Rodney Crowell)
4. Old Friends – 3:27 (Roger Miller)
5. Would You Lay With Me (In a Field of Stone) – 3:15 (David Allan Coe)

## Musicisti
- Waylon Jennings - voce, chitarra
- Willie Nelson - voce, chitarra
- Chips Momam - chitarra
- Grady Martin - chitarra
- Johnny Christopher - chitarra
- Reggie Young - chitarra
- Bobbie Nelson - tastiere
- Bobby Wood - tastiere
- Mickey Raphael - armonica
- Jon Marett - sassofono
- Bee Spears - basso
- Mike Leech - basso
- Gene Chrisman - batteria
- Paul English - batteria
- Waylon Jennings - accompagnamento vocale
- Willie Nelson - accompagnamento vocale
- Bobby Wood - accompagnamento vocale
- Chips Momam - accompagnamento vocale
- David Allan Coe - accompagnamento vocale
- Gary Talley - accompagnamento vocale
- Johnny Christopher - accompagnamento vocale
- Lisa Silver - accompagnamento vocale
- Sherry Huffman - accompagnamento vocale
- Toni Wine - accompagnamento vocale